# Cryptothele marchei
Cryptothele marchei là một loài nhện trong họ Zodariidae.
Loài này thuộc chi Cryptothele. Cryptothele marchei được Eugène Simon miêu tả năm 1890.